# Eine Prinzessin zum Verlieben
Eine Prinzessin zum Verlieben ist eine deutsche Liebeskomödie von Franziska Meyer Price aus dem Jahr 2005. Der Fernsehfilm wurde im September bis Oktober 2004 in Berlin und Sachsen gedreht. Als Kulisse für das Schloss diente Schloss Moritzburg.

## Handlung
Sie möchte einmal das ganz normale Leben kennenlernen: Isabella, wohlbehütete Kronprinzessin von Luxenstein. Diesen Wunsch will sie sich noch vor ihrer Heirat mit Prinz Ferdinand von Sachsen-Anhalt und der damit verbundenen Thronübernahme noch erfüllen. So darf sie – mit der Erlaubnis der königlichen Hoheiten – ihr Praktikum in der Botschaft von Luxenstein in Berlin inkognito absolvieren. Sie wird als Praktikantin von Gärtner Luk eingestellt, dessen Aufgabe es ist, den Botschaftsgarten neu zu gestalten. Luk merkt jedoch schon bald, dass die neue Praktikantin ein Geheimnis hat, dies hält ihn jedoch nicht davon ab, sich langsam in Isabella zu verlieben. Und Isabella entwickelt gleiche Gefühle für Luk. Als die Presse schließlich erfährt, dass Isabella kurz vor ihrer Hochzeit eine Affäre zu haben scheint, reisen der König und Prinz Ferdinand nach Berlin, um Isabella zu holen. An einer Pressekonferenz wird anschließend beschlossen, die Hochzeit vorzuverlegen.